# Sucevița
Sucevița es una comuna ubicada en el distrito de Suceava, Rumania.

## Superficie
Posee una superficie de 89,12 kilómetros cuadrados.

## Demografía
Hasta 2021 la población era de 2520 habitantes, con una densidad de población de 28,28 habitantes por kilómetro cuadrado.